# Dòng máu anh hùng
Dòng máu anh hùng (tựa tiếng Anh: The Rebel) là một bộ phim điện ảnh hành động võ thuật Việt Nam năm 2006 do Chánh Phương Film và Cinema Pictures hợp tác sản xuất. Phim do Charlie Nguyễn làm đạo diễn, được chính anh và Johnny Trí Nguyễn viết kịch bản, cùng với sự tham gia diễn xuất của Johnny Trí Nguyễn, Ngô Thanh Vân, Dustin Nguyễn và Nguyễn Chánh Tín. Phim kể về một sĩ quan mật thám và cô con gái của thủ lĩnh nghĩa quân trong bối cảnh cuộc khởi nghĩa chống Pháp vào thập niên 1920.
Anh em Charlie Nguyễn phát triển kịch bản Dòng máu anh hùng từ năm 2005, với mong muốn thực hiện một bộ phim về lịch sử quê nhà, lấy cảm hứng từ những câu chuyện của ông nội lúc tham gia chống Pháp và xuất thân tầng lớp người Mỹ gốc Việt. Ngô Thanh Vân nhận vai vào tháng 11 năm 2005 và luyện tập cùng đoàn làm phim trong 2 tháng. Toàn bộ cuốn phim ghi hình tại Việt Nam, kéo dài đến tháng 5 năm 2006; quá trình dựng phim tại Thái Lan cũng được thực hiện song song khi quay hình. Kinh phí của phim đạt 1,5–1,6 triệu đô-la Mỹ, con số đầu tư lớn nhất điện ảnh trong nước lúc bấy giờ. Phim được hãng The Weinstein Company mua lại để phân phối trên toàn thế giới.
Phim công chiếu tại Đại hội Điện ảnh Việt Nam quốc tế lần thứ ba vào ngày 12 tháng 4 năm 2007 và phát hành ở Việt Nam vào ngày 27 tháng 4 năm 2007. Phim lập kỷ lục phòng vé trong nước, với doanh thu ước tính 10 tỷ đồng, dù không thể thu hồi lại vốn sản xuất. Dòng máu anh hùng được xem là điểm sáng của điện ảnh Việt thời kỳ đổi mới, với các đánh giá tích cực về yếu tố dàn dựng và võ thuật, trong khi kịch bản và diễn xuất gặp phải nhiều nhận xét trái chiều. Phim giành giải "Bông sen Bạc" tại Liên hoan phim Việt Nam lần thứ 15 và "Giải thưởng lớn của ban giám khảo" tại Liên hoan phim Los Angeles châu Á – Thái Bình Dương.

## Nội dung
Năm 1922, thực dân Pháp đô hộ Việt Nam, các phong trào kháng chiến chống Pháp xuất hiện khắp nơi. Để đàn áp các phong trào này, chính quyền Pháp đào tạo một số người Việt thành một đội đặc nhiệm chuyên săn lùng, tiêu diệt những lực lượng kháng chiến mà chúng cho là phiến loạn. Viên sĩ quan Pháp đứng đầu đơn vị này tên Derue (Stephane Gauger) hứa hẹn sẽ trao quyền chỉ huy lại cho Sỹ (Dustin Nguyễn) khi ông về Pháp, với điều kiện Sỹ phải tìm bắt được thủ lĩnh nghĩa quân Đề Cảnh (Nguyễn Văn Đây).
Cuộc ám sát Chánh Sở mật thám do nghĩa quân của Đề Cảnh thực hiện bị phá vỡ vì có nội ứng (tuy nhiên cuối cùng Chánh Sở cũng bị giết chết). Thúy (Ngô Thanh Vân), con gái của Đề Cảnh, bị Sỹ bắt. Sau khi tra tấn không kết quả, Thúy bị nhốt biệt giam. Vì không muốn ảnh hưởng đến cha mình, Thúy quyết định tự tử. Cường (Johnny Trí Nguyễn), một sĩ quan trong đội đặc nhiệm, thuyết phục và giúp Thúy trốn thoát. Thực chất đây là một âm mưu do Sỹ dàn dựng, Sỹ muốn dùng Cường chinh phục lòng tin của Thúy và để Thúy dẫn Cường về căn cứ bí mật của nghĩa quân. Khi Cường giấu Thúy trong nhà thì bị Sỹ và Danh (Nguyễn Thắng) phát hiện. Cường và Thúy chống trả và chạy thoát, tìm đường về với nghĩa quân. Trước khi đi, Cường muốn đến gặp cha là ông Tham Nguyễn (Nguyễn Chánh Tín) lần cuối. Cuộc đối thoại giữa Cường và cha cho thấy họ cũng có tinh thần dân tộc nhưng muốn hợp tác với Pháp để canh tân xứ sở. Tại đây, Cường và Thúy lại bị quân Pháp phát hiện và để thoát khỏi thành phố, họ trốn lên một chiếc xe tải chở các công nhân đến mỏ sắt.
Tại khu mỏ, vì giúp đỡ một công nhân khác (Trần Trung Lĩnh) nên Thúy bị cai mỏ đánh đập, Cường và Thúy tiếp tục bỏ trốn. Chứng kiến cảnh người Pháp đối xử tàn ác với dân Việt, cũng như cảm phục trước tinh thần yêu nước của Thúy, Cường bắt đầu chuyển hóa. Trong một đêm trốn tránh nơi căn nhà hoang, Cường và Thúy đã yêu nhau. Ở thành phố, Sỹ đã giết chết ông Tham Nguyễn trong lúc tra khảo ông. Sỹ và Danh bí mật hẹn gặp Cường, nhắc nhở về vai trò hai mặt của Cường và cảnh cáo Cường không được lung lạc, nhưng Cường đã thật sự thay đổi chiến tuyến. Trong một lần đối đầu, Danh bị Cường giết chết. Cường và Thúy đến được ngôi làng nghĩa quân đang ẩn náu, nhưng tại đây Cường gặp phải sự nghi ngờ của những người thuộc phe nghĩa quân. Trong khi đó, Sỹ vẫn theo dõi Cường và biết được căn cứ nghĩa quân ở đâu.
Sáng sớm, Sỹ dẫn đông đảo quân lính Pháp đến bao vây tấn công ngôi làng, bắt gần hết nghĩa quân. Đề Cảnh bị đưa về thành phố, những người còn lại bị đem ra xử bắn. Trên đoàn tàu áp giải Đề Cảnh, viên sĩ quan Derue bội hứa với Sỹ và giới thiệu một sĩ quan Pháp khác kế nhiệm ông. Gã sĩ quan mới mỉa mai về quá khứ mẹ của Sỹ là gái mại dâm, Sỹ tức giận giết hết cả hai viên sĩ quan Pháp và định vu khống tội giết người cho Đề Cảnh. Trong khi đó ở làng, những người sắp bị xử bắn cùng dân làng nổi dậy chống lại quân lính Pháp. Giữa cuộc chiến, Thúy, Cường cùng hai người nghĩa quân khác rời đi để tìm cách giải cứu Đề Cảnh. Đoàn tàu bị phục kích ngay ở khe núi, sau một trận đấu súng gây cấn, những cai Pháp đã chết, Cường và Thúy đánh gục hết lính Pháp rồi đối đầu với Sỹ. Sau một hồi đánh nhau ác liệt, Cường và Thúy lấy lưỡi đao đâm chết Sỹ, giải cứu Đề Cảnh thành công. Cường và Thúy đưa Đề Cảnh về làng, bộ phim kết thúc với cảnh ba người này cùng với vài dân làng khác cúng nhang cho những xác chết nghĩa quân trong làng.

## Diễn viên
- Johnny Trí Nguyễn trong vai Lê Văn Cường, là con quan trong triều và từng được gửi đi du học ở Pháp.[4] Sau khi trở về Việt Nam, anh trở thành một sĩ quan mật thám của đế quốc Pháp.[5]
- Ngô Thanh Vân trong vai Võ Thanh Thúy, con gái của thủ lĩnh nghĩa quân Đề Cảnh.[6] Cô lớn lên trong một gia đình nghèo vùng nông thôn cùng cha và anh trai, trước khi bị giặc Pháp bắt giữ và tống tù trong một vụ ám sát không thành.[7]
- Dustin Nguyễn trong vai Sỹ, một mật thám đầy tham vọng và yêu nước theo cách lập dị.[8] Mang xuất thân thấp hèn vì mẹ từng là gái mại dâm nên Sỹ muốn chối bỏ quá khứ và trung thành với quân Pháp.[9]
- Nguyễn Chánh Tín trong vai Tham Nguyễn, cha của Cường.
- Nguyễn Văn Đây trong vai Đề Cảnh, cha của Thúy.
- Nguyễn Thắng trong vai Hứa Danh
- Stephane Gauger trong vai Derue
- David Minetti trong vai Sĩ quan Tessier
- Nguyễn Hậu trong vai Người gián điệp
- Quốc Cường trong vai Người mật thám
- Trần Trung Lĩnh trong vai Công nhân trong mỏ sắt
- Nguyễn Anh Tuấn trong vai Lính của Sỹ

## Sản xuất

### Phát triển
Johnny Trí Nguyễn bắt đầu viết kịch bản cho Dòng máu anh hùng vào tháng 2–tháng 3 năm 2005, lúc đến Thái Lan thực hiện bộ phim võ thuật Người bảo vệ (2005). Đây là một dự định ấp ủ của anh sau lần về Việt Nam vào năm 2000, lấy chủ đề từ những ngoại cảnh ở các vùng miền trên đất nước và "muốn làm một cuốn phim có liên quan đến lịch sử nước nhà mình". Có ba người tham gia khâu sáng tác—kịch bản của Johnny Trí Nguyễn được chuyển đến một người khác để chỉnh sửa, rồi sau cùng đến tay của anh trai Charlie Nguyễn, người lúc đó đang theo học về biên kịch và đạo diễn.
Theo Charlie Nguyễn, kịch bản phim lấy cảm hứng từ nhiều câu chuyện về ông nội của anh—một chiến sĩ cách mạng đồng thời là một võ sĩ—lúc tham gia chống Pháp, "để lại ấn tượng sâu sắc" cho anh và người em Johnny Trí Nguyễn lúc còn bé. Khi lớn lên, hai anh em cùng học nhiều môn võ khác nhau và tận dụng những bài học tiếp thu trong thời gian làm phim. Charlie Nguyễn sử dụng bối cảnh của phim để kể về cộng đồng người gốc Việt tại Mỹ, "lớp này chỉ nói tiếng Mỹ, có lối sống và ứng xử như Mỹ. Chúng tôi, những đứa trẻ sang Mỹ khi lớn thì chưa đủ lớn nhưng cũng không phải còn quá nhỏ. Chúng tôi đã luôn cảm thấy bị lạc lõng." Theo đó, nhân vật chính "luôn cảm thấy dằn vặt khi cầm súng bắn vào đồng bào mình" và nhân vật nữ tù binh là chiếc "cầu nối để nhân vật Cường trở về với dân tộc [...] để tôi trở về với quê hương, cội nguồn của mình."
Để chuẩn bị cho bối cảnh, Charlie Nguyễn đã tham khảo những cuốn sách về các anh hùng dân tộc thời kỳ chống Pháp như Hoàng Hoa Thám, Phan Bội Châu, Phan Châu Trinh để "cảm nhận được tinh thần bất khuất, lòng yêu nước của những bậc tiền bối ngày xưa." Vì lớn lên ở Mỹ, Johnny Trí Nguyễn phải mất nhiều thời gian nghiên cứu lịch sử và bối cảnh diễn ra câu chuyện, cùng với chiều sâu tính cách các nhân vật anh hùng thời đó. Trong bộ phim này, đạo diễn mong muốn "thể hiện một phim Việt Nam của người Việt Nam, và khai thác kho tàng võ thuật Việt Nam lâu nay hầu như chưa được khai thác trên màn ảnh rộng quốc tế."

### Tuyển vai

Vận động viên wushu Nguyễn Thúy Hiền từng được đoàn làm phim chọn vào vai Võ Thanh Thúy.

Hai diễn viên nam chính, Johnny Trí Nguyễn và Dustin Nguyễn, đều có căn bản về võ thuật. Là người lập nghiệp ở ngành đóng thế tại Hollywood, Johnny Trí Nguyễn "không xa lạ" và "không bị trái ngược với lối suy nghĩ" của nhân vật Lê Văn Cường vì xuất thân là một người Mỹ gốc Việt, mang nhiều ảnh hưởng từ văn hóa Tây Phương. Vai diễn mật thám Sỹ trong Dòng máu anh hùng giúp Dustin Nguyễn trở về quê nhà lần đầu tiên từ khi sang Mỹ năm 1975. Anh mô tả đây là "một vai phản diện thú vị" và thừa nhận mình gặp nhiều khó khăn về ngôn ngữ khi nhập vai, "Dù khi ở Mỹ mình vẫn nói chuyện với gia đình, với ba mẹ bằng tiếng Việt nhưng ngôn ngữ của mình khi tham gia Dòng máu anh hùng còn rất yếu, rất hạn chế." Ca sĩ hải ngoại Nguyễn Thắng và giám đốc điều hành Nguyễn Chánh Tín cũng tham gia bộ phim.
Ban đầu, vai Võ Thanh Thúy dự định giao cho vận động viên Nguyễn Thúy Hiền, người đã gặp gỡ và gây ấn tượng với Johnny Trí Nguyễn trong một cuộc thi wushu quốc tế; dù vậy, cô không thể tham gia vì mới sinh con. Nguyễn Chánh Tín giới thiệu diễn viên Ngô Thanh Vân làm người thay thế cho vai diễn này, sau khi tiếp xúc với cô trong nhiều chương trình ca nhạc, gọi cô là người "rất dễ thương, cầu tiến". Lúc này, cô vừa trải qua 6 tháng tham gia phim hành động Rough tại Singapore và "hi vọng sẽ được tham gia các tác phẩm điện ảnh thể loại này ở Việt Nam." Cô là người cuối cùng đến thử vai và gây ấn tượng với Charlie Nguyễn. Cô nhận vai vào tháng 11 năm 2005.
Dù khâm phục các nhân vật nữ trong phim, Ngô Thanh Vân chia sẻ bản thân phải hòa nhập vào nhân vật một cách khó khăn: "Em với cô gái trong phim là hai người sống cách nhau gần cả trăm năm. Cái suy nghĩ, tư tưởng và hành động khác rất là xa." Đạo diễn Charlie Nguyễn giúp đỡ cô bằng cách cung cấp nhiều hình ảnh nghĩa quân bị đàn áp thời Pháp thuộc và dành nhiều thời gian để phân tích tâm lý nhân vật. Để hỗ trợ vai diễn, cô cùng 11 diễn viên cascadeur phải luyện võ trong 2 tháng (tháng 11–12 năm 2005), dưới sự chỉ đạo của Johnny Trí Nguyễn. Trong thời gian này, cô phải tập 6 tiếng mỗi ngày và tập đá đến 400–500 cái. Ngoài Ngô Thanh Vân, đoàn còn có một diễn viên đóng thế chỉ định cho nhân vật Thúy. Sau khi tập luyện, cô bất ngờ tự mình thực hiện được hết các chiêu thức, còn người đóng thế xin nghỉ vì quá sức.

### Ghi hình

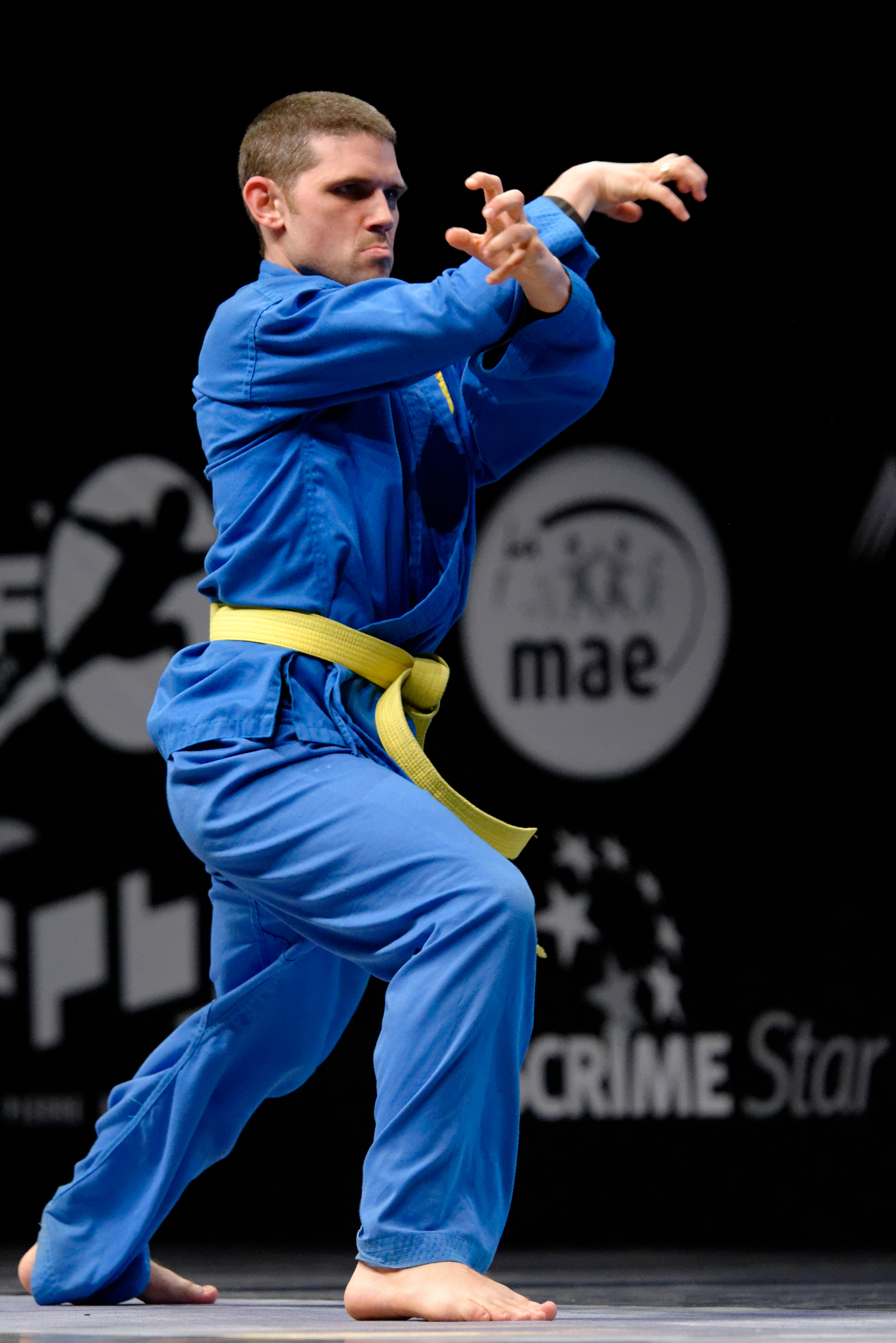
Dù thực hiện nhiều môn võ thuật, bộ phim vẫn lấy Vovinam (ảnh) làm chủ đạo nhờ xuất thân quen thuộc của bộ môn này.

Quá trình ghi hình của Dòng máu anh hùng kéo dài trong 4 tháng, bắt đầu từ ngày 11 tháng 1 đến đầu tháng 5 năm 2006. Toàn bộ cuốn phim được quay ở Việt Nam, tại các địa điểm ở Hà Nội, Thành phố Hồ Chí Minh, Hội An, Lạng Sơn và Thái Nguyên. Sau một tháng quay ở Thành phố Hồ Chí Minh và Hội An, đoàn làm phim chuyển đến ngôi làng cách đường quốc lộ 3 km tại huyện Lộc Bình, Lạng Sơn. Đây là bộ phim nhựa đầu tiên mà Jimmy Nghiêm Phạm giữ vai trò giám đốc sản xuất. Thành phần đoàn làm phim bao gồm một ê-kíp đã làm việc với anh hơn 10 năm ở Mỹ, với 95% là người trong nước đảm nhận. Kịch bản phim được chỉnh sửa nhiều lần trong thời gian quay.

Phim xuất hiện nhiều môn võ thuật như Vovinam, Taekwondo, Wushu và một số chiêu thức do các võ sư Việt Nam sáng tạo thời chống Pháp, chưa từng được khai thác qua ống kính điện ảnh. Theo Johnny Trí Nguyễn, người tham gia vai trò đạo diễn võ thuật và tổ chức sản xuất, phim bỏ đi một vài pha biểu diễn võ thuật đẹp mắt vì "không thuần Việt", đồng thời sử dụng Liên Phong Quyền—một môn phái võ thuật do ông nội anh lập nên. Anh khẳng định phim lấy môn Vovinam làm chủ đạo, vì "lực lượng cascadeur trong phim rất nhiều người xuất thân từ môn võ này" và bản thân rút ra nhiều kinh nghiệm trong những năm tham gia điện ảnh để "chọn ra những góc máy, cách quay và dựng cảnh của các pha hành động sao cho đạt hiệu quả cao nhất".

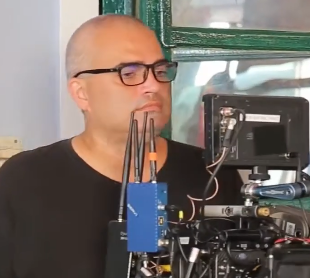
nhà quay phim Dominic Pereira

Để hỗ trợ cho những cú máy trên cao, một chiếc cần cẩu dài 11 mét được sử dụng trên phim trường dưới sự giám sát của giám đốc sản xuất Jimmy Nghiêm Phạm. Nhà thiết kế Ngô Thái Uyên cung cấp khoảng 300 bộ trang phục cho bộ phim, bao gồm chiếc áo dài tím của Ngô Thanh Vân. Cô phải trao đổi kỹ với đạo diễn về bối cảnh phim trước khi bắt tay vào việc, vì khoảng năm 1920 "là thời điểm thay đổi nhiều về trang phục." Stephane Gauger là người hỗ trợ Dominic Pereira trong cương vị quay phim chính kiêm giám đốc hình ảnh. Tại Thái Nguyên, đoàn phim sử dụng chiếc đầu máy xe lửa chạy bằng hơi nước với những toa tàu mục nát; do không thể phục hồi, đoàn tàu phải nhờ một đầu máy khác đẩy từ phía sau.
Trong lúc ghi hình, Ngô Thanh Vân cùng dàn cascadeur hàng ngày phải tập các đòn thế để khi diễn không quên bài. Ở Lạng Sơn, cô bị rạn xương chân do một chiếc máy quay phim rơi trúng, buộc phải bó bột 2 tuần lễ và đi lại bằng nạng. Cô gọi đây "là tai nạn lớn nhất của tôi từ nhỏ đến giờ" và tâm lý "rất nặng nề". Lúc ghi hình trận đánh cao trào của phim, đạo diễn quyết định không quay Ngô Thanh Vân toàn thân mà chỉ quay cận cảnh, còn trận đánh được dời lại để vết thương của cô lành hẳn rồi quay tiếp. Nhiều cảnh đòi hỏi cô phải nhảy từ độ cao 4 mét, như từ ban công này qua một lô cốt khác trong nhà tù, khiến cô ngất xỉu sau một lần thực hiện. Khi được hỏi về cảm giác lúc đóng những cảnh nguy hiểm, cô chia sẻ "Bản thân tôi cũng có máu liều mà. Không hiểu sao lúc đó, tôi không nghĩ gì đến sự nguy hiểm, không nghĩ tới bản thân, thân xác mình."
Một cảnh quay khác, khi Ngô Thanh Vân bắn bằng một khẩu súng dài với đạn là thuốc pháo, cô tưởng mắt mình "đã có vấn đề" khi thuốc văng xác pháo vào mắt. Sau khi rửa mắt xong, cô mới biết mình không sao. Dustin Nguyễn đề nghị người thực hiện cháy nổ cho bắn thử trong một cảnh bắn nhau, dù người này khẳng định mọi chuyện đã an toàn. Sau khi bắn, phát súng làm gãy cả một cành cây. Anh kể lại, "Nếu không kiểm tra trước, tôi cứ bắn vào bạn diễn, thế nào cũng có tai nạn rồi." Một diễn viên đóng vai phụ tên là Lê Quang bị khẩu súng phụt lửa ngược vào mắt phải lúc quay ở Lạng Sơn vào tháng 3. Sau nhiều lần đến khám tại bệnh viện, bác sĩ chẩn đoán anh bị khuyết tật khúc xạ mắt bẩm sinh, với thị lực là 2/10. Nghi ngờ kết quả khám mắt và phía hãng phim, Lê Quang tiến hành các thủ tục để khởi kiện; vụ việc được giải quyết bằng con đường thương thuyết.

### Kinh phí
Ban đầu, tổng kinh phí dự trù của Dòng máu anh hùng là 800.000 đô-la Mỹ, nhưng sau khi thực hiện, con số lên tới 1,5–1,6 triệu đô-la Mỹ, số tiền đầu tư lớn nhất của thị trường phim trong nước, tính đến thời điểm trên. Đây được cho là con số tối thiểu cho những bối cảnh cổ, các phương tiện đi lại, vũ khí xưa và phục trang trong phim. Họa sĩ Lã Quý Tùng, nhà thiết kế của phim, cho rằng nếu đầu tư bối cảnh cho đúng thời gian, thì kinh phí phim hiện tại "vẫn [...] chẳng làm gì được". Jimmy Nghiêm Phạm khẳng định "làm phim hành động ở Việt Nam thì rẻ hơn nhiều, ít tốn kém hơn nhiều so với nước ngoài"; kinh phí mà họ ước tính để thực hiện bộ phim này tại Mỹ có thể lên đến 15–20 triệu đô-la Mỹ.
Nguyễn Chánh Tín, người lúc này là Phó chủ tịch Hội đồng Quản trị Ngân hàng Phương Nam, đã đứng ra bảo lãnh vay mượn ngân hàng số tiền là 8,3 tỉ đồng để thực hiện bộ phim. Theo Thể thao & Văn hóa, số vốn mà ông góp vào chỉ chiếm khoảng 1/20 tổng kinh phí, gần như không mang tính quyết định cho sự thành bại của bộ phim.

### Sản xuất hậu kỳ
Không giống với những bộ phim của Việt Nam lúc bấy giờ, quá trình dựng phim của Dòng máu anh hùng thực hiện song song khi quay hình—những cuộn phim vừa quay xong được đưa sang Thái Lan để chuyển qua băng video, sau đó gửi về lại Việt Nam. Etan Thành, người chịu trách nhiệm cắt dựng của phim, chia sẻ "Nếu tôi thấy những đoạn, cảnh phim nào chưa chuẩn về kỹ thuật hoặc chưa mạch lạc về ý tưởng nội dung, tôi báo cho Trực biết để điều chỉnh ngay. Khi bộ phim đóng máy quay, lúc đó dựng phim cũng đã đi được khoảng hai phần ba rồi." Sau khi hoàn thành dựng nháp, những bản video này mới được chọn để xuất hiện chính thức trên bản phim nhựa gốc. Giai đoạn chỉnh sửa mẫu còn kéo dài đến trước buổi công chiếu ở Việt Nam một ngày. Toàn bộ phần hậu kỳ của bộ phim được thực hiện ở Mỹ, thay vì làm từng phần như các phim Việt khác, với mục đích đạt chất lượng âm thanh theo chuẩn quốc tế. Công ty Arri của Đức thực hiện việc chỉnh màu, âm thanh do công ty Monkeyland Audio đảm nhiệm.
Nhạc phim của Dòng máu anh hùng do Christopher Wong đảm nhận. Với một bộ phim lấy bối cảnh tại Việt Nam nhưng "ảnh hưởng rất nhiều từ cách làm phim của phương Tây", anh sử dụng dàn nhạc cùng nhiều nhạc cụ Việt Nam như đàn tranh, sênh tiền, trống cơm, nhằm mang "một cảm thức rất phương Tây." So sánh với những tác phẩm khác của mình, Wong mô tả âm nhạc của phim "gần với sở trường của mình hơn, và do đó ý tưởng cho các bộ phim này đến với tôi cũng có phần dễ dàng hơn."

## Phát hành

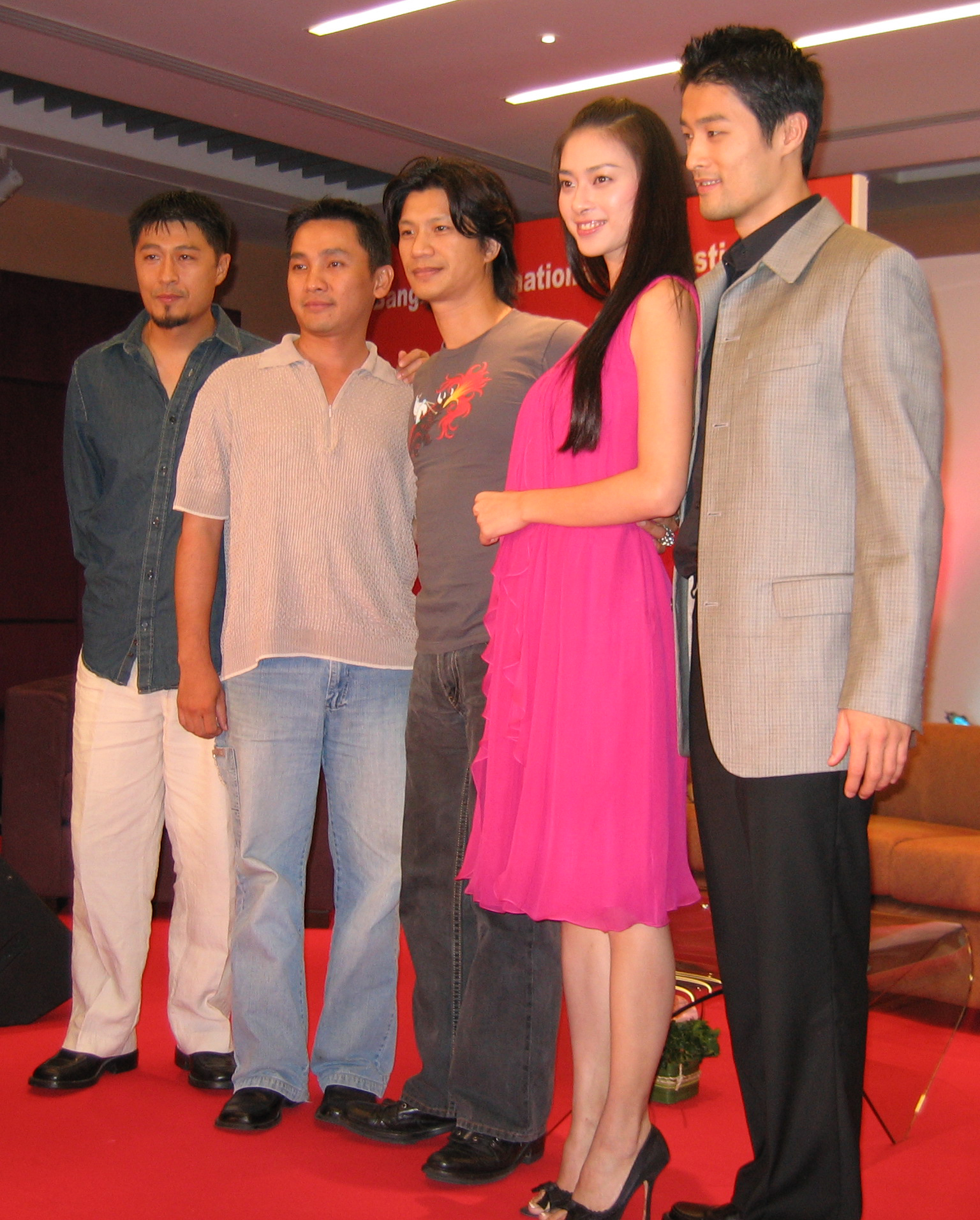
Các thành viên của Dòng máu anh hùng tại Liên hoan phim quốc tế Bangkok 2007. Từ trái sang: Charlie Nguyễn, Jimmy Nghiêm Phạm, Dustin Nguyễn, Ngô Thanh Vân và Johnny Trí Nguyễn.

Dòng máu anh hùng là tác phẩm đầu tay của hãng phim Chánh Phương, một nhãn hiệu của gia đình Nguyễn Chánh Tín. Phim còn hợp tác sản xuất với Cinema Pictures và Ngân hàng Phương Nam. The Weinstein Company, một hãng phim Hoa Kỳ do anh em Harvey và Robert Weinstein sáng lập, đồng ý mua lại Dòng máu anh hùng để phân phối bản quyền trên toàn thế giới, một thành tích chưa từng có của điện ảnh Việt Nam vào thời điểm trên. Trong thời gian chào bán, nhiều hãng phim quốc tế không quan tâm hoặc bỏ qua bộ phim vì đề tài chiến tranh. Bey Logan, đại diện của công ty Weinstein, sau thời gian thuyết phục đã mua lại bộ phim này. Với sự giúp đỡ của công ty Weinstein, Dòng máu anh hùng được chiếu và phân phối DVD ở các nước nói tiếng Anh; được chào đón tại Trung Quốc và Ấn Độ. Theo Jimmy Nghiêm Phạm, chính sự phân phối đa dạng của bộ phim "đã giúp xóa bỏ một phần định kiến và mở ra một tiền lệ mới trong việc xuất khẩu phim nội địa". The Weinstein Company phát hành DVD ngày 30 tháng 9 năm 2008, với hai phiên bản tiếng Việt (phụ đề tiếng Anh) và tiếng Anh (các diễn viên song ngữ lồng tiếng). Đây cũng là bộ phim Việt Nam đầu tiên có thông tin trong trang mạng điện ảnh Internet Movie Database.
Dòng máu anh hùng công chiếu ngày 12 tháng 4 năm 2007, mở màn cho Đại hội Điện ảnh Việt Nam quốc tế lần thứ ba diễn ra tại Hoa Kỳ. Tại đây, đoàn làm phim nhận được "sự chào đón và ngợi ca nồng nhiệt" của bà con kiều bào; cả hai rạp chiếu đều chật kín, với giá vé dao động từ 20–50 đô-la Mỹ và khán phòng "vỗ tay không ngớt" khi phim kết thúc. Bộ phim trình chiếu ở Liên hoan phim quốc tế Bangkok vào tháng 7 năm 2007, như là một trong những chương trình vận động và quảng cáo phát hành ở Thái Lan. Ngô Thanh Vân và Johnny Trí Nguyễn cũng xuất hiện trong buổi họp báo khai mạc liên hoan. Tờ The Nation của Thái Lan dành một trang giới thiệu cho Dòng máu anh hùng và ghi nhận bộ phim này thu hút rất đông khán giả vào xem. Phim còn tham dự Liên hoan phim châu Á – Thái Bình Dương lần thứ 23 vào tháng 5 tại Los Angeles, Mỹ; và Liên hoan phim Việt Nam lần thứ 15, diễn ra vào tháng 11 năm 2007.
Theo Nguyễn Chánh Tín, phim ra mắt tại Việt Nam vào cuối tháng 4 vì người xem thường "kiêng kị" chủ đề bạo lực vào mùa phim Tết. Lúc bấy giờ, đây là phim Việt duy nhất chủ động phát hành vào dịp thi cử và nghỉ lễ dài—thời gian đa phần mọi người đi du lịch và ôn tập thi cử, dễ gây bất lợi vì đối tượng nhắm đến của thể loại phim hành động là độ tuổi thanh thiếu niên và giới trẻ. Trước khi xuất bản, phim phát hành một đoạn quảng cáo (trailer), "gây cơn sốt trên các diễn đàn phim ảnh trong nước". Ngày 20 tháng 4 năm 2007, phim có buổi ra mắt trước báo chí và đồng nghiệp tại cụm rạp Galaxy Nguyễn Trãi, Thành phố Hồ Chí Minh. Phim khởi chiếu tại các rạp toàn quốc vào ngày 27 tháng 4 năm 2007.
Cùng với nhiều bộ phim phát hành nửa cuối năm 2007 khác như Sài Gòn nhật thực, Vũ điệu tử thần hay Mười, Dòng máu anh hùng được ghi nhận là nhân tố chính tạo nên "mùa phim hè đầu tiên của Việt Nam". Phúc Như Thủy của Sài Gòn Giải Phóng mô tả những bộ phim này "tạo nên không khí riêng cho một mùa phim mới, phù hợp với đối tượng khán giả chính là giới trẻ, sinh viên, học sinh." Quang Diệu của Tuổi Trẻ nhận thấy "mùa phim hè 2007 đã thật sự sôi nổi và đa dạng chứ không chỉ một màu như mùa phim Tết" và nếu thành công, "chúng ta có thể tự tin rằng thị trường phim Việt sẽ hình thành thêm một mùa phim mới."

## Tiếp nhận

### Thương mại
Doanh thu ước tính của Dòng máu anh hùng vào khoảng 10 tỷ đồng; tổng lợi nhuận từ cả thị trường trong và ngoài nước của phim là 1,2 triệu đô-la Mỹ. Phim thu về 7 tỷ đồng sau khi trình chiếu trong nước, chia rạp còn lại 3.5 tỷ đồng. Theo Johnny Trí Nguyễn, Dòng máu anh hùng và Bẫy rồng đã bán và phát hành trên 30 quốc gia.
Phim thu về 1 tỷ đồng trong 3 ngày đầu công chiếu, rồi tăng lên 5 tỷ đồng sau tuần đầu tiên công chiếu. Theo thống kê của Hãng phim Chánh Phương, tuần đầu phim đạt hơn 35.000 vé; ước tính có khoảng 12.000 lượt người vào rạp xem Dòng máu anh hùng vào ngày 30 tháng 4 và hơn 11.000 người vào ngày 1 tháng 5. Trong kỳ nghỉ lễ, tại cụm rạp Thăng Long, Hà Nội, phim chiếm khoảng 1.000 vé; ở cụm rạp Galaxy Nguyễn Trãi và Galaxy Nguyễn Du, Thành phố Hồ Chí Minh, đây là phim ăn khách thứ hai, chỉ đứng sau Code Name: The Cleaner. Phim đứng đầu các hệ thống rạp của Saigon Media gồm Thăng Long, Đống Đa và Toàn Thắng, với hơn 4.000 lượt xem trong 2 ngày lễ và tất cả suất tối đều bán hết vé; con số này tăng lên 6.000 lượt trong cùng kỳ ở Cinebox 212 và Cinebox Hòa Bình. Sau khoảng 3 tuần công chiếu ở Hà Nội, Hải Phòng và thành phố Hồ Chí Minh, phim đạt doanh thu hơn 4 tỷ đồng và được đề nghị giữ lại chiếu tiếp. Tại thành phố Hồ Chí Minh, phim trụ lại ở một số rạp trong gần 6 tháng, một con số kỷ lục.
Dù "lập được kỷ lục về doanh thu" tại các phòng vé, Dòng máu anh hùng vẫn không thể thu hồi lại đủ vốn, là nguyên nhân khiến Nguyễn Chánh Tín phá sản và mất nhà, được ông công bố vào tháng 3 năm 2014. Bộ phim được chọn xuất hiện chủ yếu tại thị trường Hà Nội và Thành phố Hồ Chí Minh nhằm tránh nguy cơ bị sao chép bất hợp pháp; tuy nhiên một bản nháp lậu vẫn bị rò rỉ lúc phim đã thu lại khoảng một nửa kinh phí đầu tư, làm ảnh hưởng lớn đến doanh thu. Theo Nguyễn Chánh Tín, tham vọng ra thị trường quốc tế khiến một số nhà đầu tư nôn nóng đem bộ phim dự thi tại các trường điện ảnh lớn của thế giới là lý do lớn khiến bản phim bị sao chép lậu. Trang Lao động cho rằng vì bộ phim lúc này đã "phát hành trên thị trường trong nước thời gian khá dài" nên tai nạn "chỉ ảnh hưởng trực tiếp đến quá trình phát hành DVD", dù khẳng định các nhà sản xuất không chú trọng phát triển phân phối DVD trong nước và The Weinstein Company "cũng không chịu tác động gì với bản rò rỉ tại Việt Nam". Với Doanh nhân Sài Gòn, ngoài vấn đề bản quyền, lý do đáng kể nhất mà phim gặp phải chính là thời điểm ra rạp "chưa phù hợp với thị hiếu khán giả, vì họ vẫn còn đang rất chuộng phim hài."

### Đánh giá chuyên môn
Dòng máu anh hùng nhận nhiều lời khen ngợi từ báo chí và khán giả trong nước. Theo báo cáo của Người Lao động, tất cả các thành viên trong buổi trình chiếu phim cho Hội đồng Duyệt phim quốc gia "đều có chung nhận định, đây là bộ phim võ thuật Việt Nam hay nhất từ trước đến nay." Sau buổi công chiếu ở Thành phố Hồ Chí Minh, Tiền Phong nhận xét đây "là một bộ phim hành động đúng nghĩa", so sánh các tuyến nhân vật với Thập diện mai phục (2004) của đạo diễn Trương Nghệ Mưu và mô tả Dustin Nguyễn "sắc, lạnh và lì" trong vai mật thám Sỹ, "là nhân vật có chiều sâu tâm lý nổi bật nhất trong phim." Nhà báo Như Hoa cho rằng "các pha hành động xảy ra từ đầu đến cuối phim, đôi lúc làm người xem tưởng như nghẹt thở, nhưng vẫn thấy rất hài lòng, rất đã" và nhấn mạnh diễn xuất của ba diễn viên chính, những người "tung hoành trên màn ảnh, đủ làm khán giả không ngừng dõi mắt theo từng bước chân, từng diễn biến tâm lý của nhân vật."

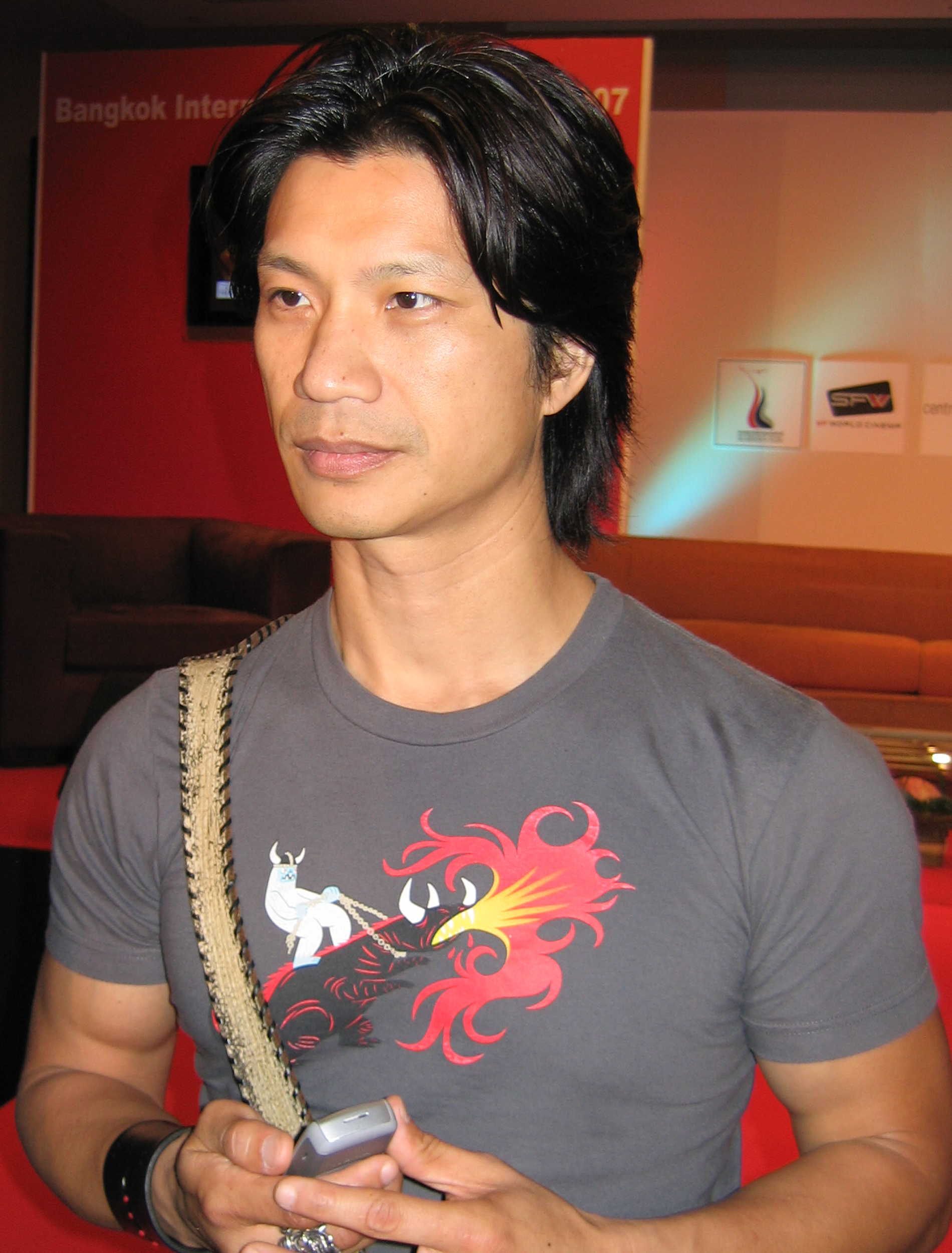
Diễn xuất của Dustin Nguyễn trong vai mật thám Sỹ mang về nhiều đánh giá tích cực.

Richard Kuipers của Variety chỉ ra yếu tố "hành động và phiêu lưu dẫn dắt xuyên khắp bộ phim, với những điểm cộng lớn diễn ra lúc tiến về trận cao trào ở làng của Thúy" và khen ngợi tông điệu của Dominic Pereira, nhạc phim của Christopher Wong và bối cảnh "át chủ bài" của Lã Quý Tùng. Ngô Thị Kim Cúc từ Người Lao động cho một nhận xét rất tích cực, đề cao "kịch bản phim kết cấu hợp lý, chuyển biến nhanh, hầu như không có chi tiết thừa. Lời thoại ngắn gọn, sắc, một số chỗ rất thú vị [...] thoát hẳn bệnh rề rà, nói nhiều, nói dở và làm thừa quen thấy ở phim Việt Nam". Bà còn nhấn mạnh diễn xuất "hết sức tinh tế" của Dustin Nguyễn và đánh giá đây "chính là diễn viên để lại ấn tượng rõ nhất cho khán giả."
Nhà báo Cát Vũ cho rằng phim "tạo được nhiều cảnh hành động khá ngoạn mục" và chú ý đến âm nhạc "nhẹ nhàng, êm dịu [...] thể hiện tiếng lòng sâu thẳm của một tình yêu vừa chớm nở" xuyên suốt trong Dòng máu anh hùng, một điểm khác biệt so với hầu hết các phim hành động khác. Lê Bảo từ VnExpress chỉ ra những "tình tiết [...] dựng khá chặt chẽ, tạo mạch phim kết dính và cuốn hút người theo dõi" là yếu tố biến phim trở thành "một trong số những tác phẩm nói về chiến tranh Việt Nam đáng được quan tâm", dù đánh giá diễn xuất của Ngô Thanh Vân "hơi 'điệu', nét mặt đôi lúc bị cứng, lời thoại diễn viên chưa dễ nghe bởi đài từ kém." Trang Sài Gòn Giải Phóng cho rằng đạo diễn "muốn làm nổi hành động cá nhân nên nội dung phim phần nào được xem nhẹ" và ngoài những pha "ngộp thở tức thời" thì "nội dung ít đọng lại trong lòng khán giả sau khi ra khỏi rạp."
An Nam của Công an Nhân dân cảm thấy phim "vẫn làm cho nhiều người không thỏa mãn" sau một thời gian quảng bá; tác giả chỉ trích trang phục, bối cảnh và ngôn ngữ nhân vật không mang tính Bắc Bộ, cùng với cách phát âm của Dustin Nguyễn và Johnny Trí Nguyễn, "buộc [khán giả] phải xem thêm phụ đề tiếng Anh để hiểu xem nhân vật nói gì." Trong một đánh giá tiêu cực, Dịu Hiền của trang Dân Trí chú ý đến sự "sơ hở để lọt nhiều tình tiết thiếu logic trong kịch bản", chủ yếu nằm trong cách xây dựng tình tiết, tính cách nhân vật "thiếu thuyết phục đến mức hoang tưởng" và mô-típ anh hùng cứu mỹ nhân "đơn giản và khá sơ sài". Nhà báo Đỗ Tuấn nhận thấy phim xuất hiện nhiều đòn thế "giống võ Thái và võ Hàn, chứ không có nét đặc trưng của võ Việt", với "những bộ chỏ, gối và cú đá ngang xoay vòng 360 độ của các nhân vật trong phim mang nhiều nét của võ Thái." Dù vậy, ông vẫn khen ngợi các pha võ thuật "rất ấn tượng" trong phim, mang cảm giác "nghẹt thở và khốc liệt của phim Việt chẳng thua kém gì điện ảnh Hồng Kông hay Hollywood khiến mọi người không khỏi cảm thấy bất ngờ, thích thú."
Dòng máu anh hùng được xem là điểm sáng của điện ảnh Việt thời kỳ đổi mới và là một bước tiến dài của dòng phim hành động trong nước. Nhà báo Diệp Yến khẳng định bộ phim này "xuất hiện như một luồng gió mới thổi mát cơn khát của khán giả muốn điện ảnh Việt được vươn tầm" trong bối cảnh điện ảnh nước nhà "chưa tìm được lối thoát khỏi sự cũ kỹ, nhàm chán của những bộ phim làm bằng kinh phí tài trợ của nhà nước". Trong một bài viết phân tích phim truyện nhựa, nhà báo Cát Vũ của Tuổi Trẻ đề cập đến bộ phim này như là "phim hành động hay nhất của điện ảnh Việt Nam" bởi "những pha võ thuật đẹp mắt, vừa khơi dậy chất hào hùng, lòng yêu nước vốn tiềm tàng trong dòng máu Việt." Hương Nhu của Người Lao động gọi bộ phim là "bom tấn" của thị trường phim hè và thiết lập tiêu chuẩn cho dòng phim hành động Việt Nam, không chỉ gây ấn tượng mạnh với công chúng yêu điện ảnh nước nhà mà còn mang đến cho khán giả nước bạn "một cái nhìn mới về điện ảnh Việt Nam."

## Giải thưởng
| Giải thưởng / Sự kiện                               | Hạng mục                          | Đối tượng đề cử   | Kết quả   |
| --------------------------------------------------- | --------------------------------- | ----------------- | --------- |
| Liên hoan phim Việt Nam lần thứ 15                  | Bông sen Bạc                      | Dòng máu anh hùng | Đoạt giải |
| Liên hoan phim Việt Nam lần thứ 15                  | Nữ diễn viên xuất sắc nhất        | Ngô Thanh Vân     | Đoạt giải |
| Liên hoan phim Việt Nam lần thứ 15                  | Quay phim xuất sắc nhất           | Dominic Pereira   | Đoạt giải |
| Liên hoan phim Việt Nam lần thứ 15                  | Nhạc sĩ xuất sắc nhất             | Christopher Wong  | Đoạt giải |
| Liên hoan phim Việt Nam lần thứ 15                  | Họa sĩ xuất sắc nhất              | Lã Quý Tùng       | Đoạt giải |
| Đại hội Điện ảnh Việt Nam quốc tế                   | Khán giả bình chọn                | Dòng máu anh hùng | Đoạt giải |
| Liên hoan phim Los Angeles châu Á – Thái Bình Dương | Giải thưởng lớn của ban giám khảo | Dòng máu anh hùng | Đoạt giải |
| Liên hoan phim văn hóa Á châu                       | Giải thưởng Báo chí               | Dòng máu anh hùng | Đoạt giải |

## Phần tiếp theo
Tháng 6 năm 2007, có thông tin kịch bản phần tiếp theo của Dòng máu anh hùng đang được viết tiếp, do Johnny Trí Nguyễn và Charlie Nguyễn chắp bút. Theo Nguyễn Chánh Tín, dự án có thể có sự tham gia của các nhà làm phim Hollywood theo những điều khoản được đặt ra trong hợp đồng mà cả hai bên xúc tiến thỏa thuận. Tháng 9 năm 2008, Johnny Trí Nguyễn chia sẻ với báo Thể thao & Văn hóa rằng Dòng máu anh hùng sẽ thực hiện phần 2 vào năm 2009 sau khi phần 1 đã thu hồi được kinh phí đầu tư và có lãi lớn. Anh tiết lộ phần 2 sẽ được "đầu tư lớn hơn" với "nhiều pha võ thuật bắt mắt" cùng những "kỹ xảo đặc biệt". Tuy nhiên đến tháng 6 năm 2017, Charlie Nguyễn cho biết hãng phim Chánh Phương vẫn chưa khởi động Dòng máu anh hùng 2 dù đã nắm trong tay kịch bản phim.

### Chú giải
1. 1 2 3  Theo thông tin của Nguyễn Chánh Tín vào năm 2014, kinh phí của bộ phim này là 1,5 triệu đô-la Mỹ (hơn 20 tỷ đồng với thời giá năm 2007).[2] Tuy nhiên, trong một cuộc phỏng vấn năm 2008, đạo diễn Charlie Nguyễn khẳng định con số này là 1,6 triệu.[3]
2. ↑  Phim khởi quay ngày 11 tháng 1 năm 2006 tại Nhà Tưởng niệm Trần Phú, tọa lạc ở Quận 5, Thành phố Hồ Chí Minh.[21]
3. ↑  Trong đó bao gồm 100 nghìn đô-la Mỹ là vốn riêng của vợ chồng nghệ sĩ Chánh Tín–Bích Trân.[36]
4. ↑  Hãng phim Chánh Phương do Jimmy Nghiêm Phạm mở vào năm 2003.[4] Anh giữ vai trò giám đốc sản xuất,[23][42] xây phim trường và mở dịch vụ cho thuê trang thiết bị điện ảnh.[27]
5. ↑  Trước thông tin The Weinstein Company mua lại bản quyền phát hành tại nước ngoài với giá 1,5 triệu đô-la Mỹ, tương đương kinh phí làm phim, cả Nguyễn Chánh Tín lẫn Charlie Nguyễn đều phủ nhận và khẳng định đây chỉ là "giá mà hãng này thương lượng với chúng tôi chỉ để mua bản quyền phát hành DVD Dòng máu anh hùng tại Mỹ".[11][44]
6. ↑  Chỉ đến kỳ nghỉ lễ 30 tháng 4–1 tháng 5 và kỳ thi tốt nghiệp phổ thông–tuyển sinh đại học, cao đẳng hàng năm.